# مارسل بنگر
مارسل بنگر (انگلیسی: Marcel Benger؛ زادهٔ ۲ ژوئیهٔ ۱۹۹۸) بازیکن فوتبال اهل آلمان است.
از باشگاه‌هایی که در آن بازی کرده‌است می‌توان به باشگاه فوتبال بروسیا مونشن‌گلادباخ اشاره کرد.